# Shakopee
Shakopee è una località degli Stati Uniti d'America, capoluogo della contea di Scott, nello Stato del Minnesota.